# Шамуазо, Патрик
Патри́к Шамуазо́ (фр. Patrick Chamoiseau, 3 декабря 1953, Фор-де-Франс) — французский писатель, эссеист, сценарист, уроженец Мартиники.

## Биография
Изучал экономику и право в Париже. Увлекся идеями Эдуара Глиссана о креольской культуре, этнографией исчезающих народностей Мартиники, вернулся на родину.
Как романист дебютировал в 1986. После 1992, получив Гонкуровскую премию за роман Тексако, целиком посвятил себя литературе.

## Избранные произведения
- Maman Dlo contre la fée Carabosse (1981, пьеса-сказка)
- Chronique des sept misères (1986, роман)
- Solibo magnifique (1988, роман)
- Au temps de l’antan (1988, креольские сказки)
- Martinique (1990, эссе)
- Éloge de la créolité (1989, программное эссе о креольском своеобразии, в соавторстве с Жаном Бернабе и Рафаэлем Конфьяном)
- Lettres créoles: tracées antillaises et continentales de la littérature, Haïti, Guadeloupe, Martinique, Guyane (1635—1975) (1991, эссе, в соавторстве с Рафаэлем Конфьяном)
- Texaco (1992, роман, Гонкуровская премия)
- Une Enfance créole 1, Antan d’enfance (1993, первая часть автобиографической трилогии «Креольское детство»; Prix Carbet de la Caraïbe)
- Guyane: Traces-Mémoires du bagne (1994, эссе)
- Une enfance créole 2, Chemin d'école (1994, вторая часть автобиографической трилогии)
- Écrire en pays dominé (1997, эссе)
- L’Esclave vieil homme et le molosse (1997, новелла)
- Elmire des sept bonheurs: confidences d’un vieux travailleur de la distillerie Saint-Etienne (1998, в соавторстве)
- Métiers créoles: tracées de mélancolie (2001, эссе, в соавторстве)
- Biblique des derniers gestes (2002, роман)
- Une enfance créole 3, À bout d’enfance (2005, заключительная часть автобиографической трилогии)
- Un dimanche au cachot (2007, роман)
- Quand les murs tombent; l’identité nationale hors-la-loi? (2007, эссе, в соавторстве с Эдуаром Глиссаном)
- Les neuf consciences du Malfini (2009, роман)
- L'Empreinte à Crusoé (2012, роман)